# سیمونتا دی پیپو
 سیمونتا دی پیپو (انگلیسی: Simonetta Di Pippo؛ زاده ۱۹۵۹) یک فیزیک‌دان اهل ایتالیا است.